# Michaela Gerg
Elisabeth Michaela „Michi“ Gerg (* 10. November 1965 in Bad Tölz, Bayern; von 1991 bis 2008 Elisabeth Michaela Gerg-Leitner) ist eine ehemalige deutsche Skirennläuferin. Sie war Teilnehmerin an vier Olympischen Winterspielen.

## Biografie

### Herkunft
Gerg wuchs am Draxlhof unmittelbar bei den Liftanlagen der Brauneck-Bergbahn auf, wo ihr Großvater den ersten Skilift in Lenggries-Wegscheid gebaut hatte. Bereits mit zwei Jahren stand sie auf Skiern, mit 15 wurde sie als Jüngste in den A-Kader des DSV aufgenommen. Michi Gerg besuchte zunächst die Mädchenrealschule Schloss Hohenburg und dann das Wintersportinternat Christophorusschule in Berchtesgaden, nach ihrer Mittleren Reife absolvierte sie eine Ausbildung in der Gemeindeverwaltung Lenggries.

### Sportliche Karriere
Gerg gewann in ihrer Karriere neben vier Weltcuprennen bei den Weltmeisterschaften 1989 in Vail die Bronzemedaille im Super-G, wobei sie nur 0,04 s hinter Siegerin Ulrike Maier aufwies. Im Olympia-Riesenslalom am 24. Februar 1988 in Calgary (Erster Lauf: Rang 8 mit 1,13 s Rückstand auf die führende Blanca Fernández Ochoa) kam sie im zweiten Durchgang schwer zu Sturz. Sie erlitt einen komplexen Gelenkschaden im linken Knie und einen Riss des Außenbandes. Sie wurde gleich zur Operation nach München geflogen. Ihre Stärken lagen vor allem in den schnellen Disziplinen wie der Abfahrt und dem Super-G.
Sie wurde fünfmal Deutsche Meisterin: 1982 in der Abfahrt, 1984 und 1986 im Slalom und 1987 sowie 1989 im Riesenslalom. 1982 und 1983 wurde sie Juniorenweltmeisterin im Riesenslalom. Im Lauf ihrer Karriere fuhr sie über 400 Mal unter die Top Ten – davon 61 Mal unter die besten Drei. Zweimal wurde ihr der „Goldene Ski“ verliehen. Es handelt sich dabei um die höchste Auszeichnung, die der Deutsche Skiverband jährlich vergibt.
Im November 1996 trat Gerg wegen Differenzen mit dem DSV im Anschluss an eine schwere Verletzung und einer Erkrankung ihrer Mutter an Schilddrüsenkrebs mit bereits 30 Jahren vom Leistungssport, wo sie neben ihren Erfolgen auch mit Gesichtslähmung, Trümmerbrüchen und Kreuzbandrissen zu kämpfen hatte, zurück. Anschließend war sie von 1996 bis 1998 als Co-Kommentatorin mit Sigi Heinrich für Eurosport sowie von 1998 bis 2002 für das ZDF tätig. Seit 2008 betreibt sie eine Skischule am Brauneck in Lenggries, die mit 65 Skilehrern zu den größten Skischulen in der Region zählt.

### Privates
Gerg, eine Cousine von Eishockey-Torwart Beppo Schlickenrieder, heiratete 1991 den Österreicher Christian Leitner, damaliger Trainer beim Österreichischen Skiverband und Sohn des Skirennläufers Hias Leitner. Das Paar, das mittlerweile wieder geschieden ist, bekam im August 1997 den gemeinsamen Sohn Matthias Leitner, der bis 2014 ebenfalls an internationalen Skirennen teilnahm und dann als Mittelstürmer zunächst in der U-21 des TSV 1860 München Fußball spielte und in der Saison 2016/2017 für die WSG Wattens sowie in der Saison 2020/21 für den FC Kitzbühel II antrat.
Michaela Gerg hatte nach eigenem Bekunden schon während ihrer sportlichen Karriere einen Hang zur Esoterik: Bei den Reisen von einem Weltcuport zum nächsten hatte sie immer ihre Wünschelrute dabei, wenn das Bett schlecht stand, nahm sie die Matratze heraus und schlief auf dem Boden. Nach ihrer aktiven Karriere ließ sich Gerg zur Feng-Shui-Beraterin ausbilden und war auch in diesem Beruf tätig.
Als Michaela Gerg im dritten Monat schwanger war, starb ihre Mutter an Schilddrüsenkrebs. Wenige Monate nach der Geburt ihres Sohnes wurde auch bei ihr Schilddrüsenkrebs diagnostiziert. Nachdem sie zunächst mit einer Operation gezögert hatte, konnte die Schilddrüse schließlich entfernt werden; es hatten sich keine Metastasen gebildet.
2012 gründete Gerg die „Stiftung Schneekristalle“, die finanziell benachteiligte oder körperlich beeinträchtigte Kinder fördert. Bis 2016 saß sie für die SPÖ im Gemeinderat von Kitzbühel.

## Weltcupsiege
Insgesamt errang Gerg im Weltcup vier Siege und weitere 20 Podestplätze:
| Datum             | Ort               | Land        | Disziplin    |
| ----------------- | ----------------- | ----------- | ------------ |
| 12. Dezember 1985 | Val-d’Isère       | Frankreich  | Abfahrt      |
| 29. November 1986 | Park City         | USA         | Riesenslalom |
| 08. August 1989   | Las Leñas         | Argentinien | Abfahrt      |
| 20. Januar 1995   | Cortina d’Ampezzo | Italien     | Abfahrt      |

## Medien
Im Rahmen der Sendereihe Lebenslinien des BR Fernsehens wurde Michaela Gerg am 4. Dezember 2017 ausführlich mit Archivaufnahmen vorgestellt (Michaela Gerg – Die Kehrseite der Medaille).
In der Sendereihe Kreuzer trifft wird Michaela Gerg von Marianne Kreuzer porträtiert.